# Subnautica: Below Zero
Subnautica: Below Zero — компьютерная игра в жанрах приключенческой игры и симулятора выживания с открытым миром, разработанная инди-студией Unknown Worlds Entertainment. Сиквел игры Subnautica 2018 года.
Была выпущена в раннем доступе в Steam и Epic Games Store в январе 2019 года. 14 мая 2021 года Subnautica: Below Zero вышла окончательная версия игры для Windows, macOS, PlayStation 4, PlayStation 5, Xbox One, Xbox Series X/S и Nintendo Switch. Выпуск на физических носителях был издан Bandai Namco Entertainment.

## Игровой процесс
Игровой процесс схож со своим предшественником Subnautica. Игроку необходимо выживать в океане среди множества существ, многие из которых крайне недружелюбны. Как в многих других играх в жанре выживания, есть индикаторы здоровья, жажды и голода, а также кислорода, нехватка которого, при постоянной необходимости нырнуть поглубже, представляет огромную проблему. Также в игре появился новый индикатор температуры, который убавляется во время нахождения на суше. Когда индикатор полностью опустошается, игрок начинает замерзать. Пополнить его можно находясь в воде, в помещении или пещере, с помощью обогревающих цветков, а также употребляя фрукты либо кофе.

## Сюжет
Через два года после событий оригинальной игры учёная Робин Айю отправляется на планету 4546B для того чтобы выяснить обстоятельства смерти её сестры Саманты, которые её наниматель — компания «Альтерра» назвала результатами «халатности на работе». В течение предшествующего года «Альтерра» построила на планете множество исследовательских баз, но незадолго до событий игры вывела весь свой персонал, что дало Робин возможность приземлиться на планету.
Вскоре после посадки Робин принимает сигнал бедствия и отправляется выяснить его источник, найдя инопланетное святилище, содержащего оцифрованное сознание одного из пришельцев. Инопланетянин представляется как Ал-Ан и насильно загружает себя в мозг Робин как раз в тот момент, когда энергия святилища иссякает. Разозлившись на Ал-Ана за вторжение в её разум, Робин соглашается помочь ему создать новое тело, в которое он сможет переместиться. Чтобы осуществить это, Робин прочёсывает планету в поисках инопланетных установок и артефактов, чтобы найти необходимые компоненты и материалы. Ал-Ан также объясняет, что он не пытался связаться с «Альтеррой», потому что считал, что мотивы компании корыстны и не совпадают с его собственными. Во время поиска установок Ал-Ан признаёт, что он был одним из ведущих учёных, исследующих лекарство от бактерии Хараа, и он не подчинился приказу, пытаясь высидеть яйца Морского дракона, что привело к первоначальной вспышке болезни на 4546B.
В это же время Робин продолжает своё расследование обстоятельств смерти Саманты. Она находит все покинутые исследовательские базы «Альтерры», и узнаёт, что компания обнаружила труп левиафана, замороженного во льду, который всё ещё был заражён вирусом Хараа. Вместо уничтожения вируса «Альтерра» решила начать его исследование для последующего использования. Боясь очередной утечки вируса и убеждённая, что «Альтерра» будет использовать Хараа для разработки биооружия, Саманта решает саботировать исследования, используя взрывчатку для взрыва пещеры, в которой находится труп левиафана, в то время как её подруга, выжившая с «Дегази» Маргарет Мэйда, уничтожает лабораторию, в которой хранились образцы Хараа, собранные компанией. Однако Саманта случайно попала под взрыв и погибла под падающими обломками. Не сумев определить причину обрушения, «Альтерра» списала смерть Саманты на халатность. Чтобы предотвратить возвращение компании на планету для возобновления их исследований, Робин восстанавливает запас антибактериального средства, которое Саманта сделала ранее, и использует его для нейтрализации Хараа, заражающего замороженного левиафана.
В конце концов, Робин восстанавливает все компоненты, необходимые для создания нового тела, и изготавливает его. Ал-Ан переносится в новое тело и решает вернуться на родину Предтеч, чтобы своими глазами увидеть, что случилось с другими Архитекторами, а также искупить свои прошлые ошибки. Ал-Ан активирует врата Архитектора, и Робин отправляется вместе с ним на родину Предтеч, не зная, что они там найдут.

## Разработка
Subnautica: Below Zero изначально планировалась в качестве загружаемого дополнения (DLC) к оригинальной Subnautica 2018 года, но со временем проект значительно разросся и Unknown Worlds выпустила как отдельный продукт. Несмотря на это, проект не считается полноценным сиквелом Subnautica. Будучи анонсированной в августе 2018 года, игра вышла в раннем доступе для Windows и MacOS 30 января 2019. Релиз игры состоялся 14 мая 2021 года за исключением вышеназванных платформ также на Nintendo Switch, PlayStation 4, PlayStation 5, Xbox One и Xbox Series X/S. В Below Zero по сравнению с оригиналом повествованию уделяется существенно больше времени.

## Отзывы и критика
| Сводный рейтинг       | Сводный рейтинг                                       |
| Агрегатор             | Оценка                                                |
| --------------------- | ----------------------------------------------------- |
| Metacritic            | (XSX): 84/100 (PS5): 80/100 (PC): 83/100 (NS): 78/100 |
| Иноязычные издания    |                                                       |
| Издание               | Оценка                                                |
| Destructoid           | 8,5/10                                                |
| Game Informer         | 9/10                                                  |
| IGN                   | 9/10                                                  |
| Jeuxvideo.com         | 16/20                                                 |
| Nintendo Life         | 8/10                                                  |
| Nintendo World Report | 8/10                                                  |
| PC Gamer (US)         | 86/100                                                |

Subnautica: Below Zero получила «в основном положительные отзывы» согласно агрегатору Metacritic.